# شاردين (الريف الشرقي)
شاردين (بالفارسية: شاردین) هي منطقة سكنية تقع في إيران في قسم الريف الشرقي الريفي. يقدر عدد سكانها بـ 156 نسمة بحسب إحصاء 2016.